# Dorothee Schneider
Dorothee Schneider (Mainz, 17 februari 1969) is een Duitse azamone, die gespecialiseerd is in dressuur. Schneider nam driemaal deel aan de Olympische Zomerspelen. Tijdens de Olympische Zomerspelen 2012 won Schneider de zilveren medaille in de landenwedstrijd. In Rio de Janeiro en Tokio won Schneider de olympische titel in de landenwedstrijd.

## Resultaten

### Olympische Zomerspelen
| Jaar | Plaats         | Resultaten                                               |
| ---- | -------------- | -------------------------------------------------------- |
| 2012 | Londen         | 7e individueel met Diva Royal · team met Diva Royal      |
| 2016 | Rio de Janeiro | 6e individueel met Showtime FRH · team met Showtime FRH  |
| 2020 | Tokio          | 15e individueel met Showtime FRH · team met Showtime FRH |

### Wereldruiterspelen
| Jaar | Plaats | Resultaten                                                            |
| ---- | ------ | --------------------------------------------------------------------- |
| 2018 | Tryon  | 11e Grand Prix Special met Sammy Davis Jr. · team met Sammy Davis Jr. |

1928: von Langen, Linkenbach, Lotzbeck ·
1932: Lesage, Marion, Jousseaume ·
1936: Pollay, Gerhard, Oppeln-Bronikowski ·
1948: Jousseaume, Saint-Fort Paillard, Buret ·
1952: Saint Cyr, Boltenstern, Persson ·
1956: Saint Cyr, Boltenstern, Persson ·
1964: Boldt, Klimke, Neckermann ·
1968: Neckermann, Klimke, Linsenhoff ·
1972: Petoesjkova, Kizimov, Kalita ·
1976: Boldt, Klimke, Grillo ·
1980: Kovsjov, Oegrjoemov, Misevitsj ·
1984: Klimke, Sauer, Krug ·
1988: Klimke, Linsenhoff, Theodorescu, Uphoff ·
1992: Balkenhol, Uphoff, Theodorescu, Werth ·
1996: Balkenhol, Schaudt, Theodorescu, Werth ·
2000: Werth, Capellmann, Salzgeber, Simons-de Ridder ·
2004: Kemmer, Schmidt, Schaudt, Salzgeber ·
2008: Kemmer, Capellmann, Werth ·
2012: Hester, Bechtolsheimer, Dujardin ·
2016: Rothenberger, Schneider, Bröring-Sprehe, Werth ·
2020: von Bredow-Werndl, Schneider, Werth ·
2024: Wandres, von Bredow-Werndl, Werth